# Toro Pampa
Toro Pampa (también llamado Cruce Toro Pampa) es una pequeña localidad paraguaya del departamento de Alto Paraguay, se encuentra ubicada en el kilómetro 75 de la ruta D095, a unos 728 km de Asunción, la capital del país.
Actualmente la localidad cuenta con unos 1.000 habitantes y administrativamente forma parte del distrito de Fuerte Olimpo, ubicado a 65 km de distancia.

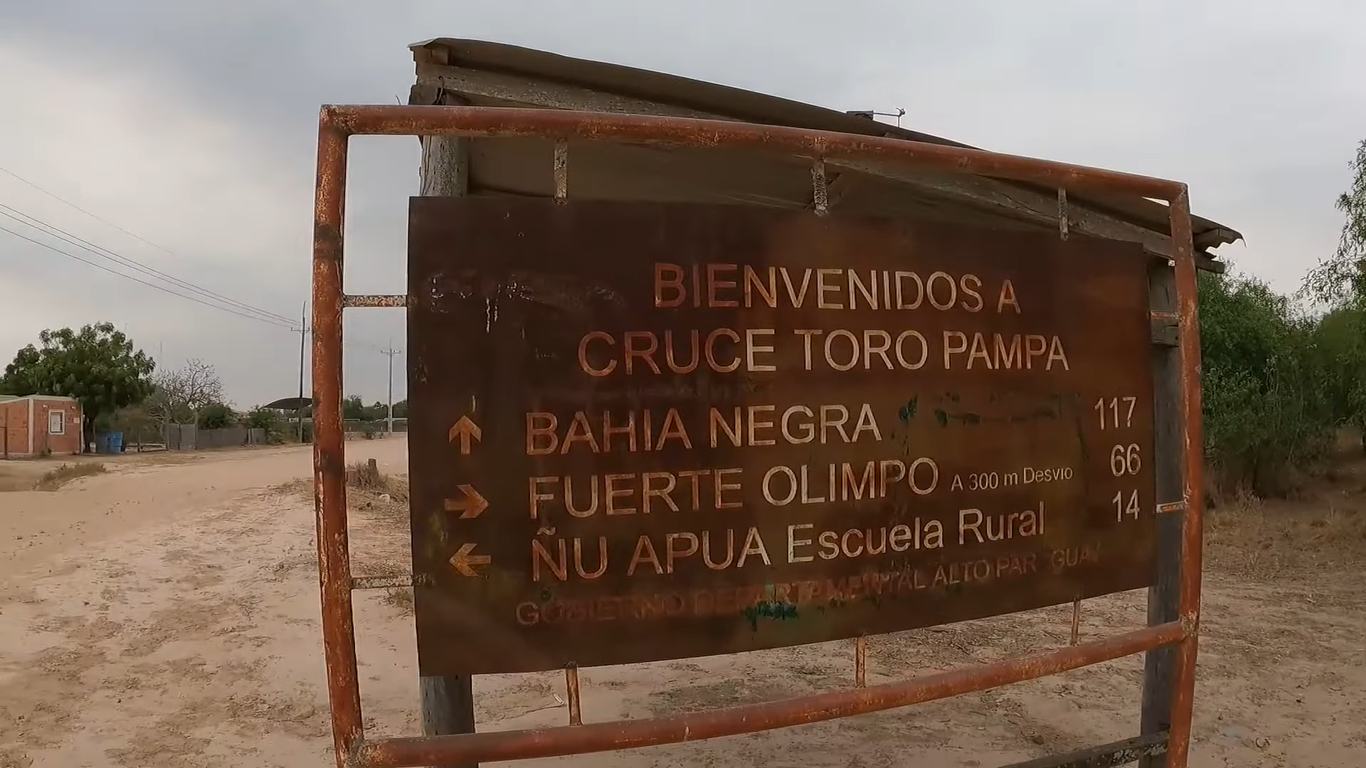
Cartel de bienvenida al poblado.

## Toponimia
La palabra «Pampa» hace referencia a un terreno plano cubierto de pastos y sin árboles, es decir, una llanura y Toro al animal bovino de género masculino, por lo que Toro Pampa significaría literalmente "La llanura de los toros", porque hace muchos años era una zona utilizada para la ganadería por las estancias de la zona de Fuerte Olimpo.

## Historia
Fue fundada oficialmente el 12 de octubre de 1972, aunque sus primeros orígenes se remontan a la empresa Carlos Casado S.A., que se dedicaba a la extracción de árboles de quebracho para la producción de tanino, que servía para curtir las pieles de animales y hacer cuero, en un proceso conocido como curtido.

## Clima
El clima de Toro Pampa se puede clasificar como tropical de sabana (Aw), de acuerdo con la clasificación Köppen, este tipo de clima se caracteriza por tener inviernos secos y veranos lluviosos, con temperaturas que van hasta los 45 °C como máximo y los -2° como mínimo.
Debido a estas duras condiciones suele haber muchas sequías y en algunas épocas de lluvia inundaciones, porque el suelo no absorbe bien el agua, ya que es arcilloso y no muy permeable.

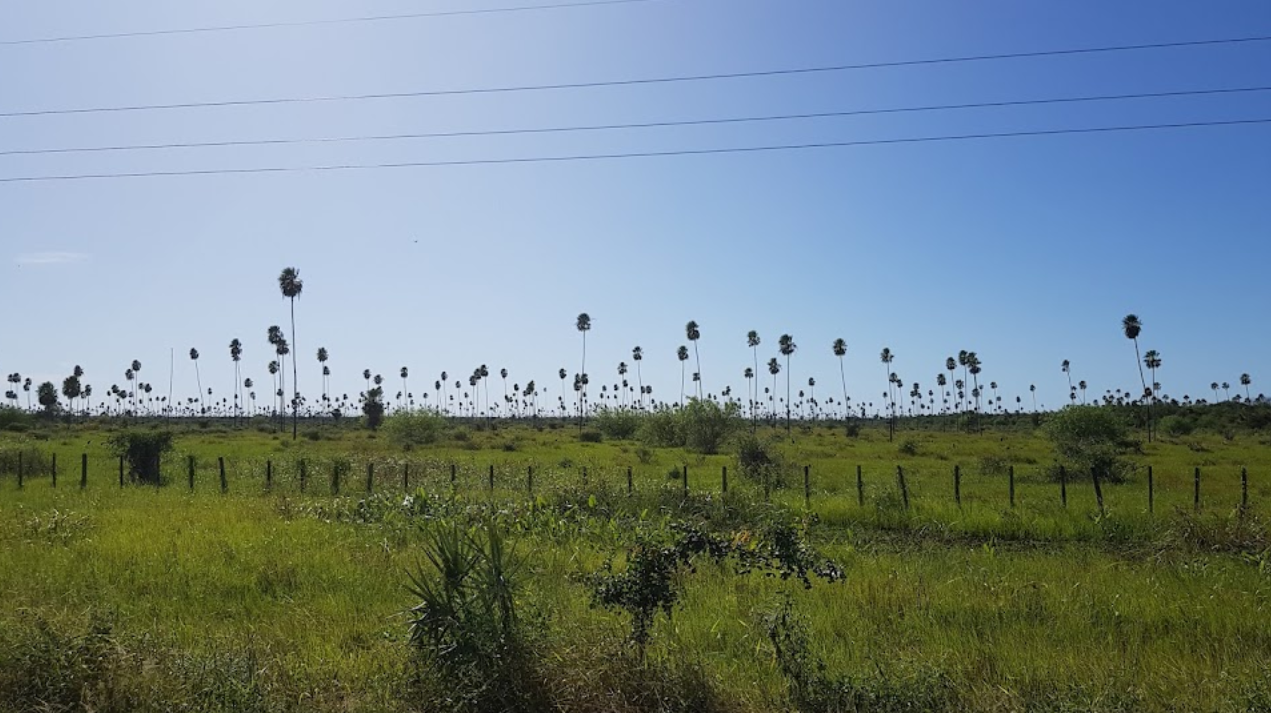
Paisaje típico de la zona.

## Economía
En la actualidad la mayoría de sus habitantes se dedican a la ganadería, la agricultura y el comercio minorista.

## Infraestructura
Actualmente la infraestructura de la zona es pobre y escasa, pero se espera que esto mejore en los próximos años, con el asfaltado de la ruta D095 que va hasta Bahía Negra y la conecta con la ruta PY15 "Bioceánica" y el resto del país.
La localidad cuenta con algunas instituciones públicas como: una escuela primaria, un colegio secundario, una comisaría, una oficina del Servicio Nacional de Calidad y Salud Animal (SENACSA) y un pequeño centro de salud.
También cuenta con algunas empresas privadas que satisfacen las necesidades de los pobladores como: talleres mecánicos, estaciones de servicio, restaurantes y hospedajes.
Así mismo, también posee una pequeña pista de aterrizaje de tierra de 1.000 metros de longitud para el transporte aéreo militar y civil de la zona.

## Deportes
Los deportes más practicados por los habitantes son el fútbol, destacándose el Club 12 de Octubre de Toro Pampa y los deportes ecuestres (carreras de caballo y jineteadas).